# Iłów (Białoruś)
Iłów (biał. Ілава; ros. Илово) – wieś na Białorusi, w obwodzie mińskim, w rejonie miadzielskim, w sielsowiecie Budsław.
Na mapie WIG jako dwór Iłowo.
Znajduje tu się przystanek kolejowy Iłów, położony na linii Połock – Mołodeczno.

## Historia
W czasach zaborów w granicach Imperium Rosyjskiego.
W latach 1921–1945 folwark a następnie majątek leżał w Polsce, w województwie nowogródzkim (od 1926 w województwie wileńskim), w powiecie duniłowickim (od 1926 w powiecie wilejskim), w gminie Budsław.
Według Powszechnego Spisu Ludności z 1921 roku zamieszkiwało tu 38 osób, wszystkie były wyznania rzymskokatolickiego i zadeklarowały polską przynależność narodową. Było tu 7 budynków mieszkalnych. W 1931 w 8 domach zamieszkiwały 64 osoby.
Miejscowość należała do parafii rzymskokatolickiej w Budsławiu. Podlegała pod Sąd Grodzki w Krzywiczach i Okręgowy w Wilnie; właściwy urząd pocztowy mieścił się w Budsławiu.